# HD 162515
HD 162515，又名CD-3412187，SAO 209401、HR 6652，是一颗恒星，视星等为6.45，位于銀經355.57，銀緯-4.45，其B1900.0坐标为赤經17h 46m 14.8s，赤緯-34° -4.45′ 37″。